# Comerica Park
Le Comerica Park est un stade de baseball situé dans le centre de Détroit, aux États-Unis, à côté du Ford Field, le stade des Lions (NFL). Il a été construit pour remplacer le vieux Tiger Stadium. Le stade est sponsorisé par Comerica qui est une société de services financiers originaire de Détroit dont le siège social a été déplacé à Dallas en 2007.
Depuis 2000, ses locataires sont les Tigers de Detroit, une équipe de baseball évoluant en Ligue majeure de baseball et qui jouait auparavant au populaire, mais ancien, Tiger Stadium. Le Comerica Park a une capacité de 41 083 places.

## Histoire

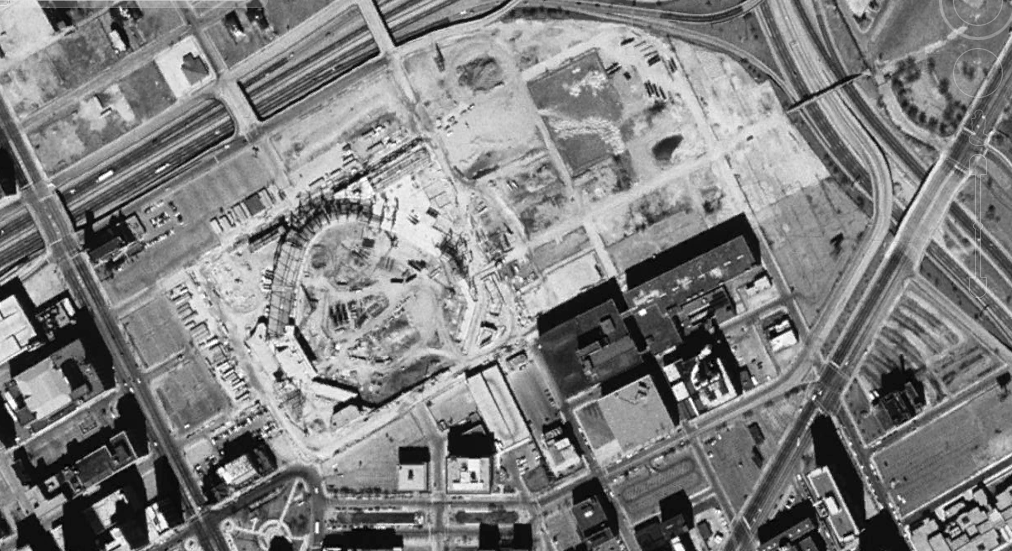
Vue satellite du champ de construction du Comerica Park vers 1999.

Les travaux du nouveau Comerica Park, qui remplace l'ancien Tiger Stadium, débutent le 29 octobre 1997 et s'achèvent en 2000. Le premier match s'y tient le 11 avril contre les Mariners de Seattle. Le nouveau stade fait partie d'un plan de revitalisation du centre-ville de Détroit, incluant la construction du Ford Field, adjacent au stade. Le bâtiment coûte 300 millions de dollars et est conçu par les firmes architecturales HOK Sport (Kansas City) et SHG Inc. (Détroit). Le Comerica est financé à 61,7 % par le propriétaire des Tigers, Mike Ilitch qui donne 185 millions de dollars et le reste (38,3 % soit 115 millions $) par de l'argent public grâce à des taxes. En décembre 1998, la Comerica Bank accepte de payer 66 millions $ sur 30 ans pour les droits d'appellation du nouveau stade. Depuis son ouverture, les fans essayent de trouver un surnom pour le stade, avec l'abréviation CoPa suggéré par beaucoup, mais ce surnom n'a pas gagné l'accord de tout le monde. Le stade est souvent désigné sous le nom de Comerica. Le premier match de série éliminatoire au Comerica est joué le 6 octobre 2006 contre les Yankees de New York.
Peu après qu'il s'est ouvert, le Comerica Park a reçu des plaintes des joueurs et des spectateurs au sujet de ses dimensions expansibles du hors-champ, qui ont fait de lui un stade difficile pour les frappeurs droitiers puissant. L'immensité du hors-champ a engendré le surnom sarcastique de Comerica National Park. Plusieurs figures publiques (notamment l'annonceur radio Ernie Harwell) ont soutenu ces dimensions. Avant la saison MLB 2003, la distance du champ gauche est passée de 395 à 370 pieds (de 120 à 113 mètres). Deux ans après, les bullpens ont été déplacés du champ droit à un secteur vide dans le champ gauche, et 950 sièges ont été ajoutés pour une nouvelle capacité de 41 070 places.
Le stade possède également beaucoup de dispositifs sur le thème de baseball, dont le "Monument Park" (semblable à celui du Yankee Stadium) dans les stands du champ central, avec des statues d'anciens joueurs des Tigers, y compris Ty Cobb, Hank Greenberg, Al Kaline, et Willie Horton, réalisées par Julie Rotblatt-Amrany et Omri Amrany.
En 2005, le Comerica Park accueille le 76e Match des étoiles de la Ligue majeure de baseball, le premier à être joué à Détroit depuis 1971. Dans le Home Run Derby, qui se tient la veille, Bobby Abreu marque 24 coups de circuit (home runs) dans le premier round, battant le record précédent qui était de 15 circuits. Abreu gagne le Derby contre Iván Rodríguez. Dans le Match des étoiles, la ligue américaine gagne 7-5 avec Miguel Tejada gagnant la récompense de MVP du match.
Le 21 octobre 2006, le Comerica Park accueille le premier match des World Series de son histoire (match 1 des World Series 2006).
De nombreux concerts se déroulent au Comerica Park comme ceux d'Eminem (2005), des Rolling Stones (2005), de Bruce Springsteen et son E Street Band (2004) et de Bon Jovi (2003). Le premier concert dans le stade est celui de Dave Matthews Band en été 2000. Le 27 juillet 2007, le Comerica accueille une étape du Warped Tour.
Pour la saison 2021, la capacité du stade est de 41 083 places.

### Liens externes

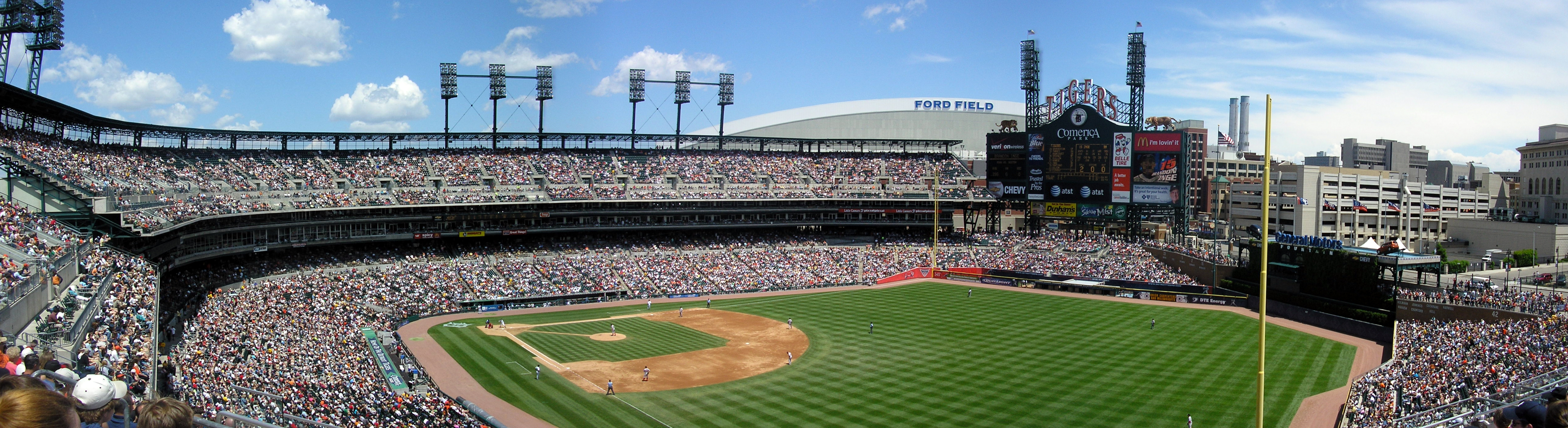

### Premier match
Le premier match au Comerica Park s'est tenu le mardi 11 avril 2000 devant 39 168 spectateurs, dans un après-midi froid et neigeux. Les Tigers défont les Mariners de Seattle 5 à 2. Le lanceur gagnant, comme dans le match final au Tiger Stadium était Brian Moehler.
Les plans originaux ont réclamé un survol de F-16 provenant de la base voisine de Selfridge Field et un parachutiste portant la balle du premier lancer et le sac de colophane. Malheureusement, cela fut annulé à cause des conditions climatiques.

## Événements
- World Series, 2006
- Match des étoiles de la Ligue majeure de baseball 2005, 12 juillet 2005
- Concert Eminem, 12 août 2005
- Concert Rolling Stones, 2005
- Concert Eminem et Jay-Z, 2 et 3 septembre 2010

## Dimensions
- Left Field (Champ gauche) - 345 pieds (105 mètres)
- Left-Center - 370 ' (113 m)
- Center Field (Champ central) - 420 ' (128 m)
- Right-Center - 365 ' (111 m)
- Right Field (Champ droit) - 330 ' (101 m)

## Galerie

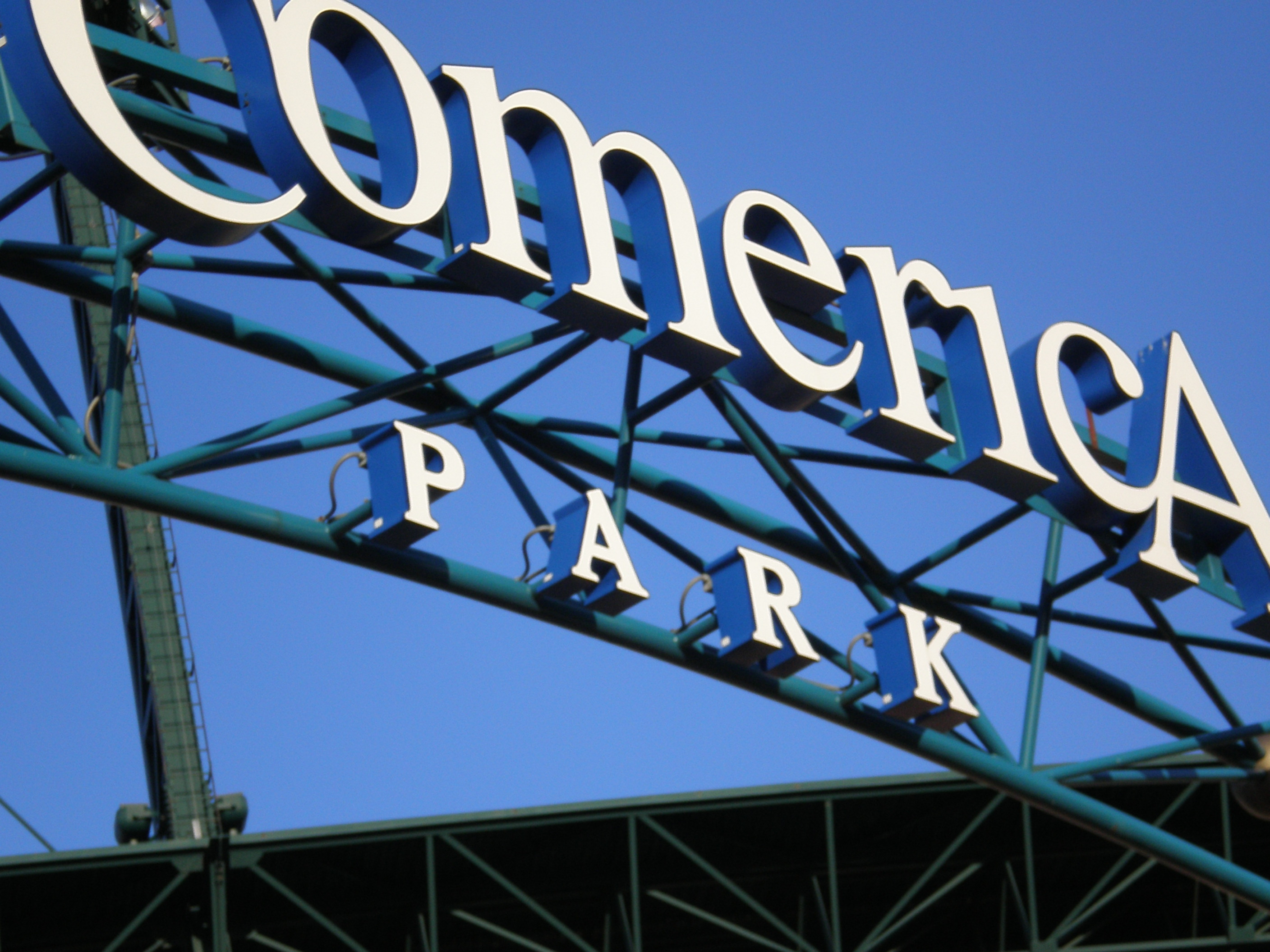
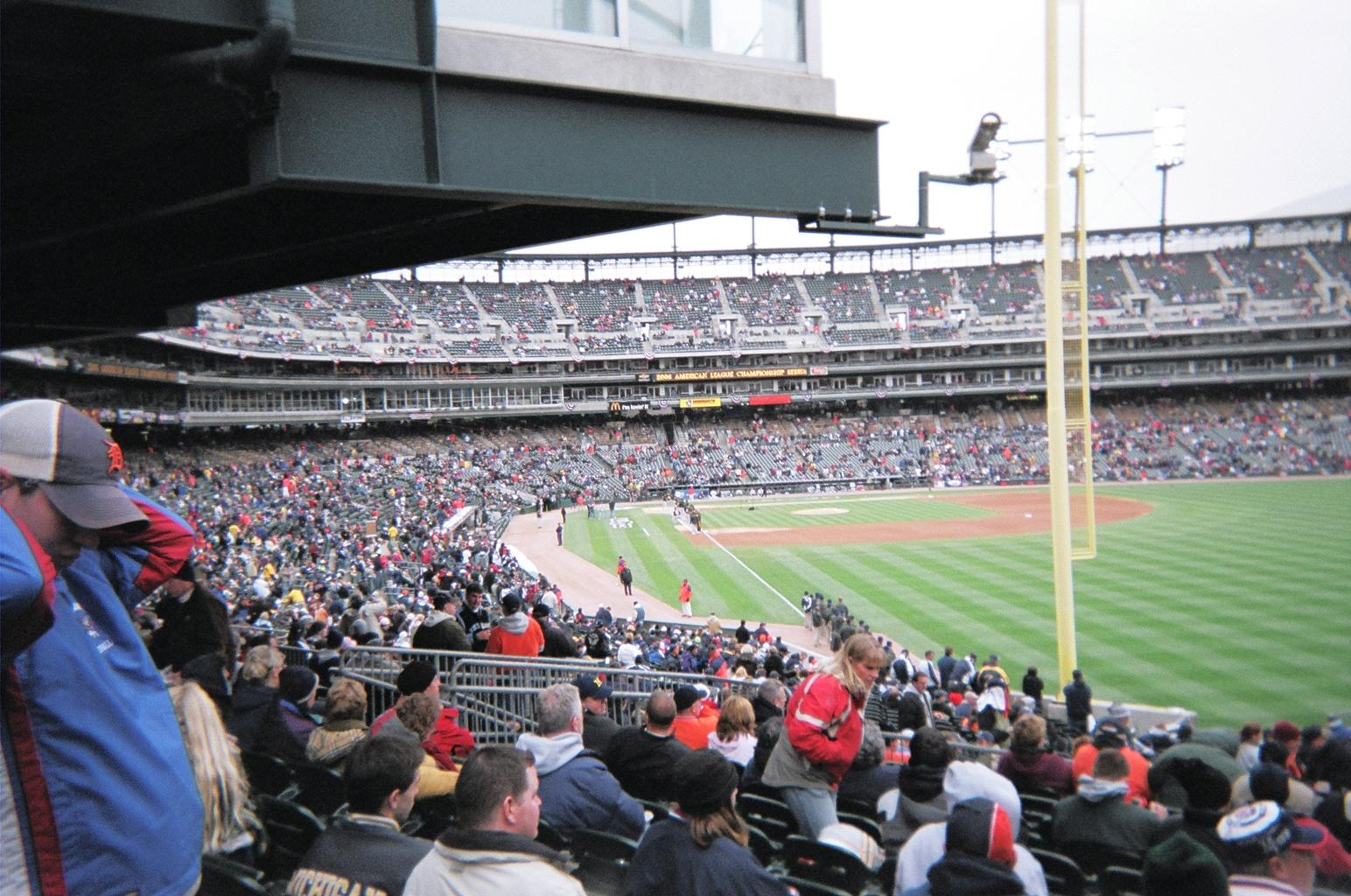
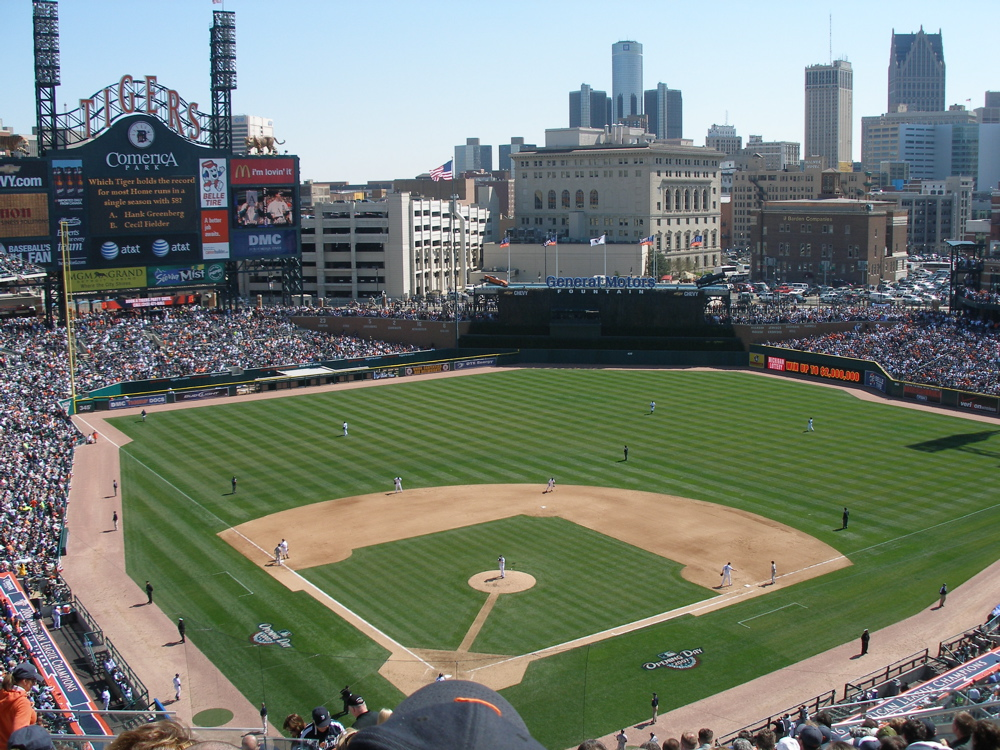
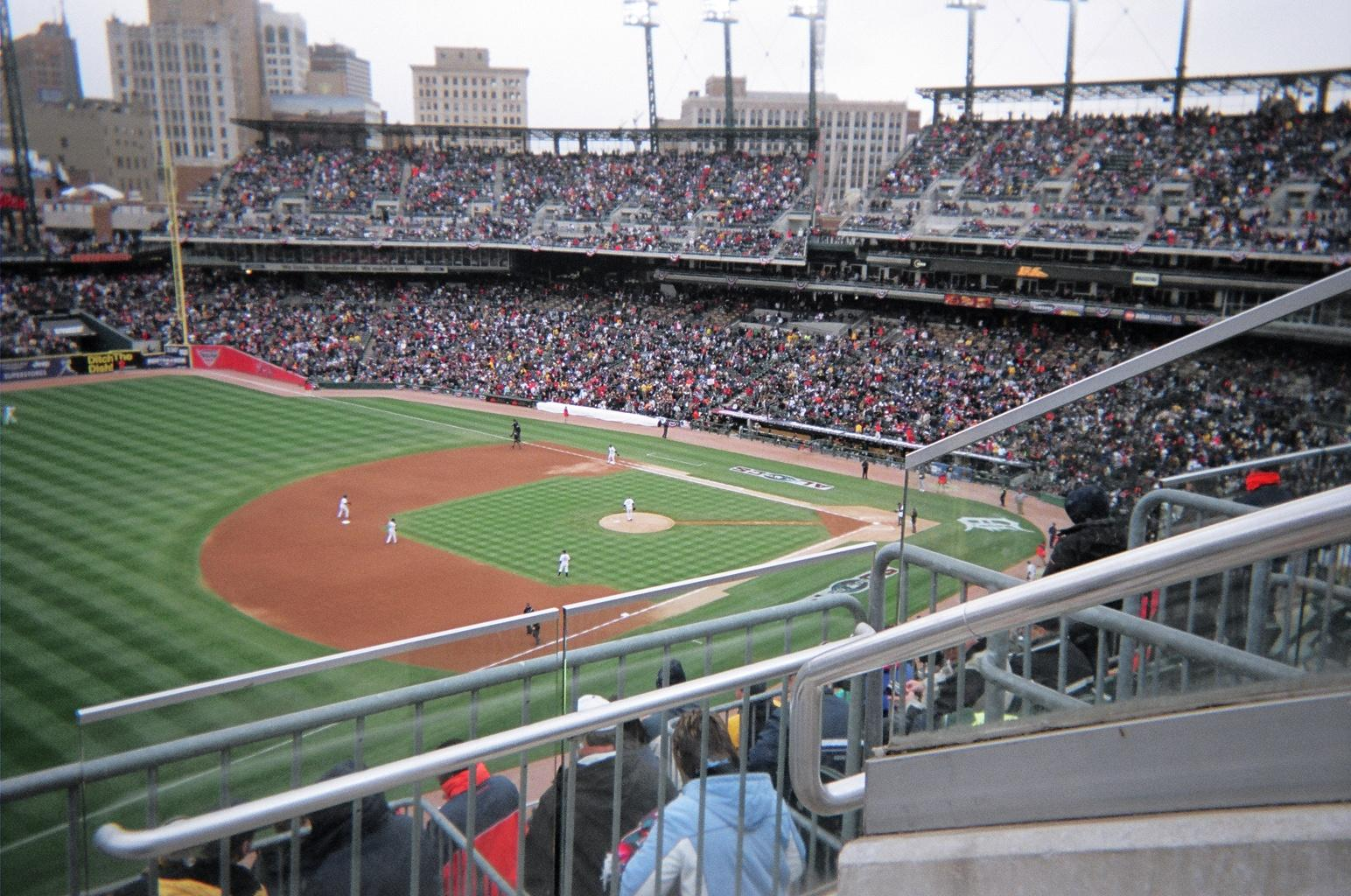
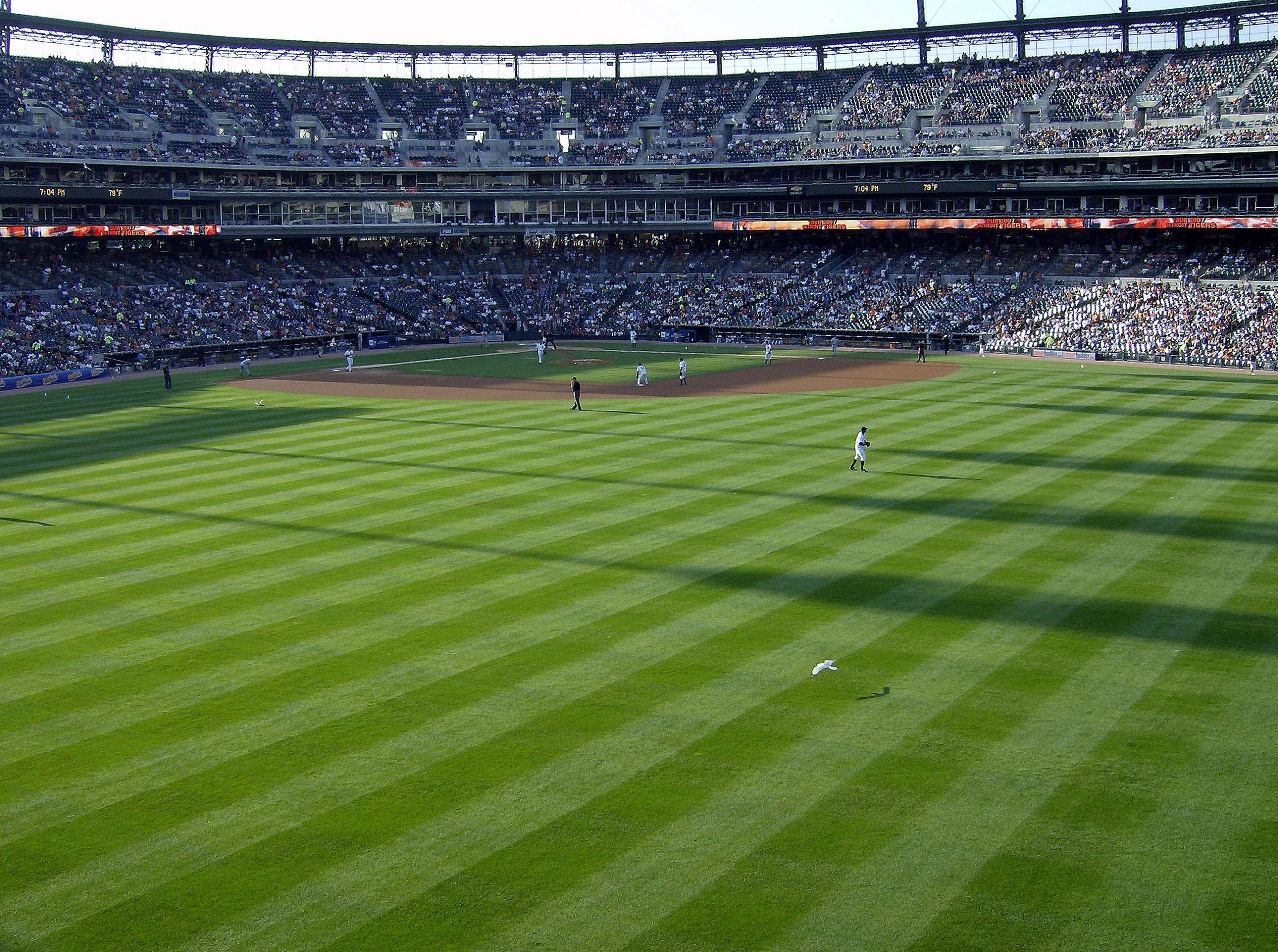
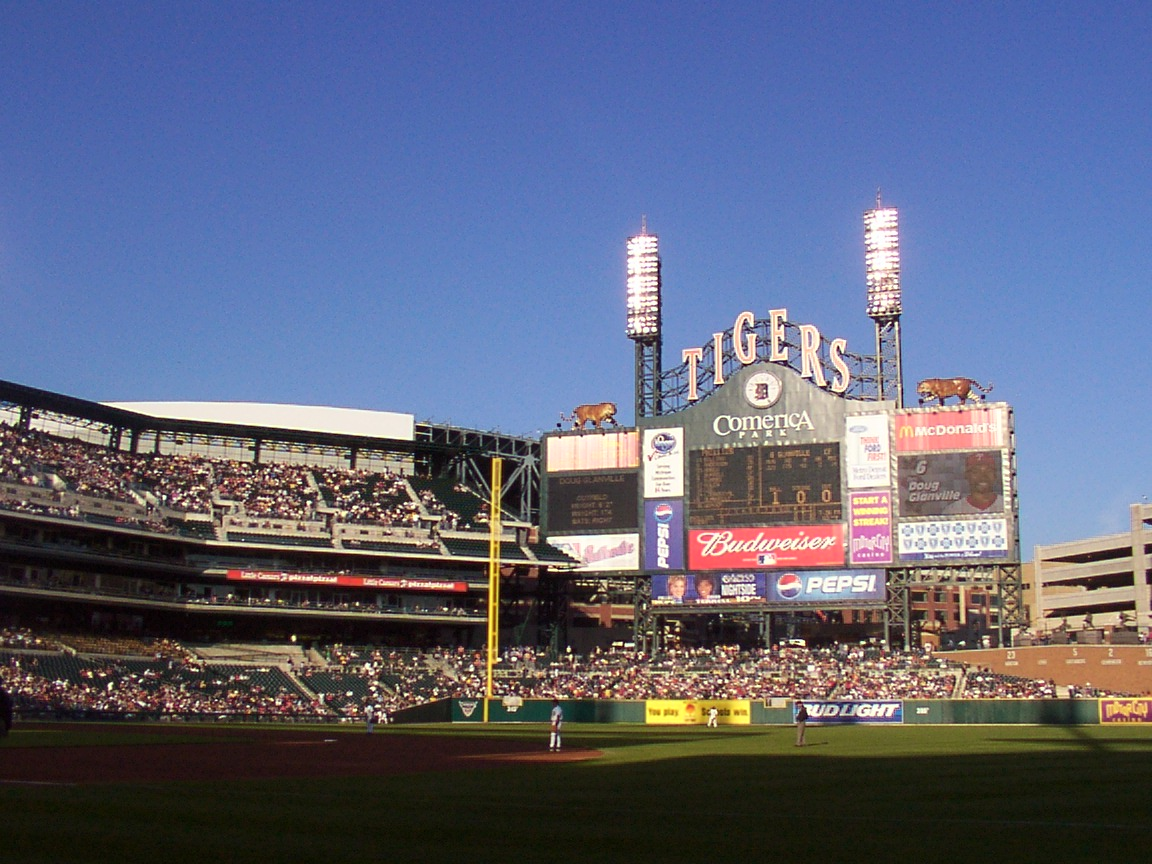
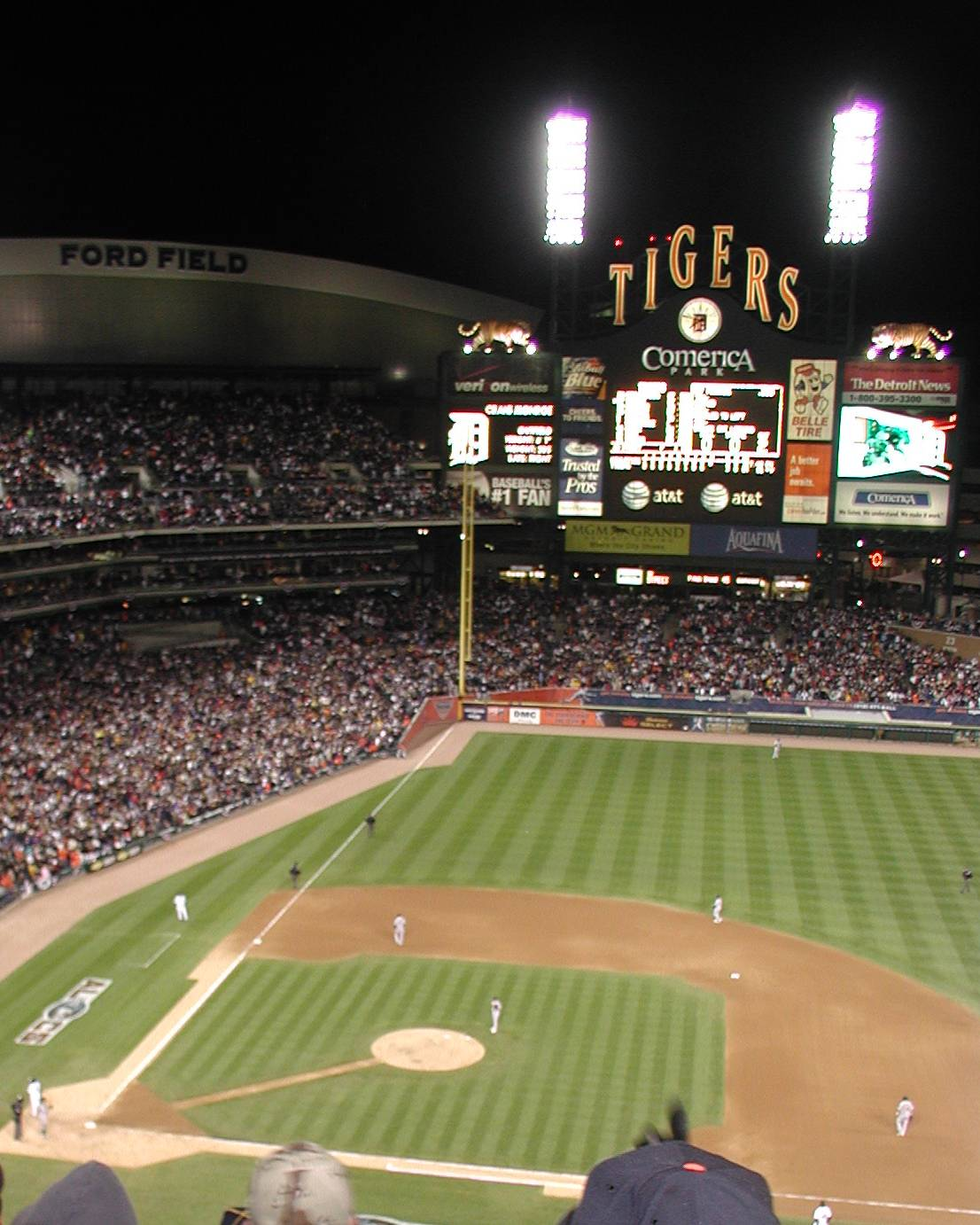
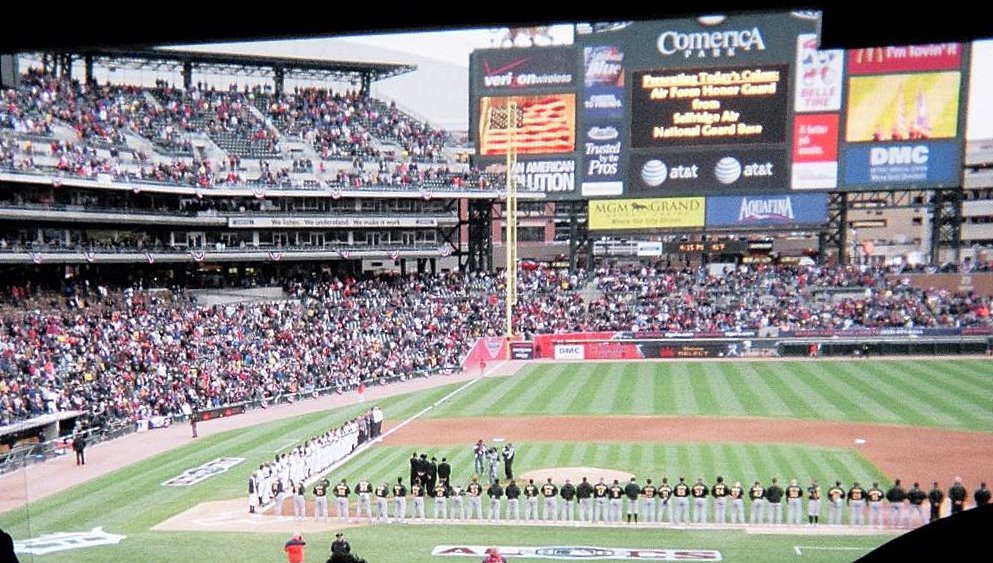
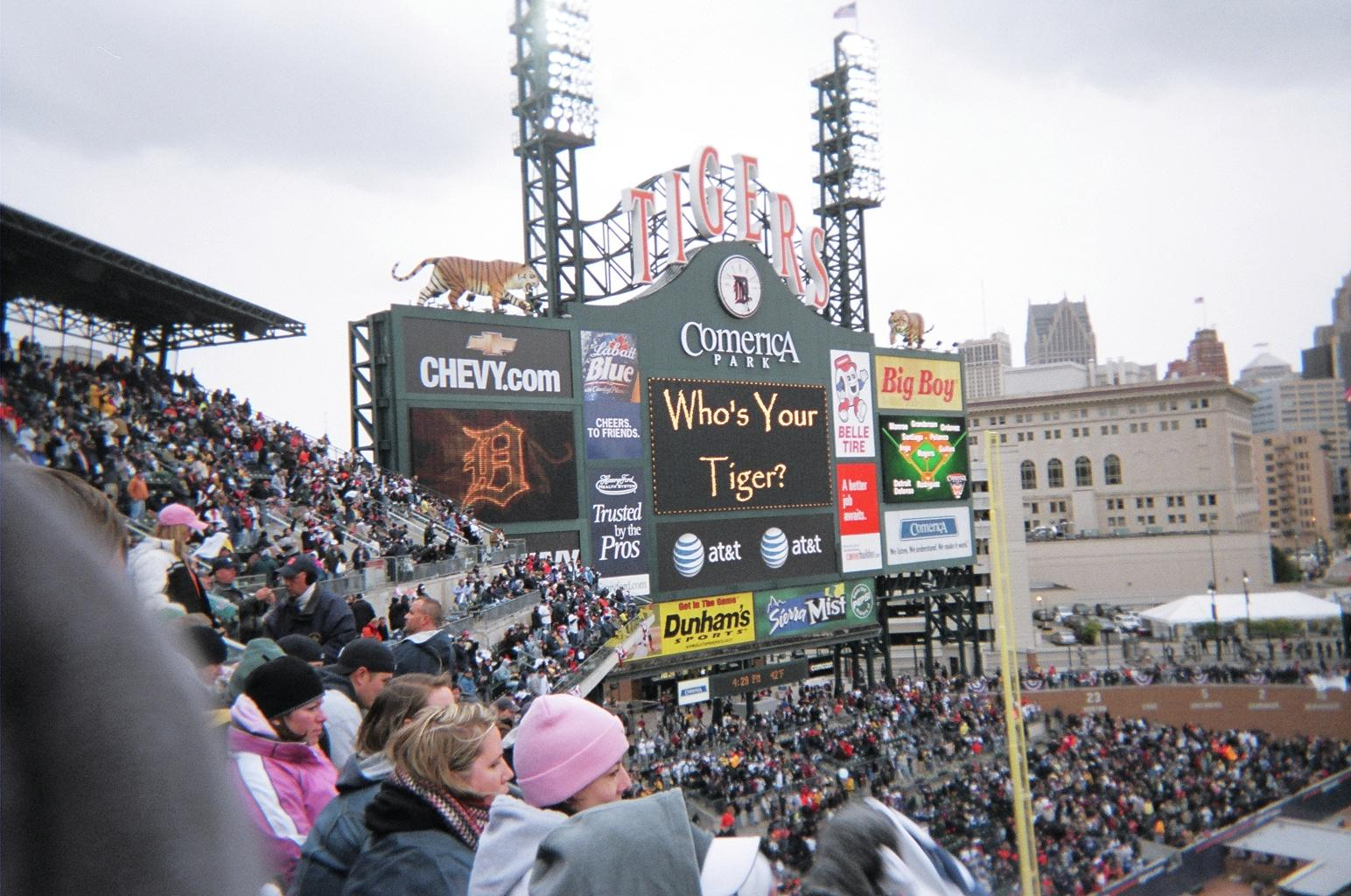
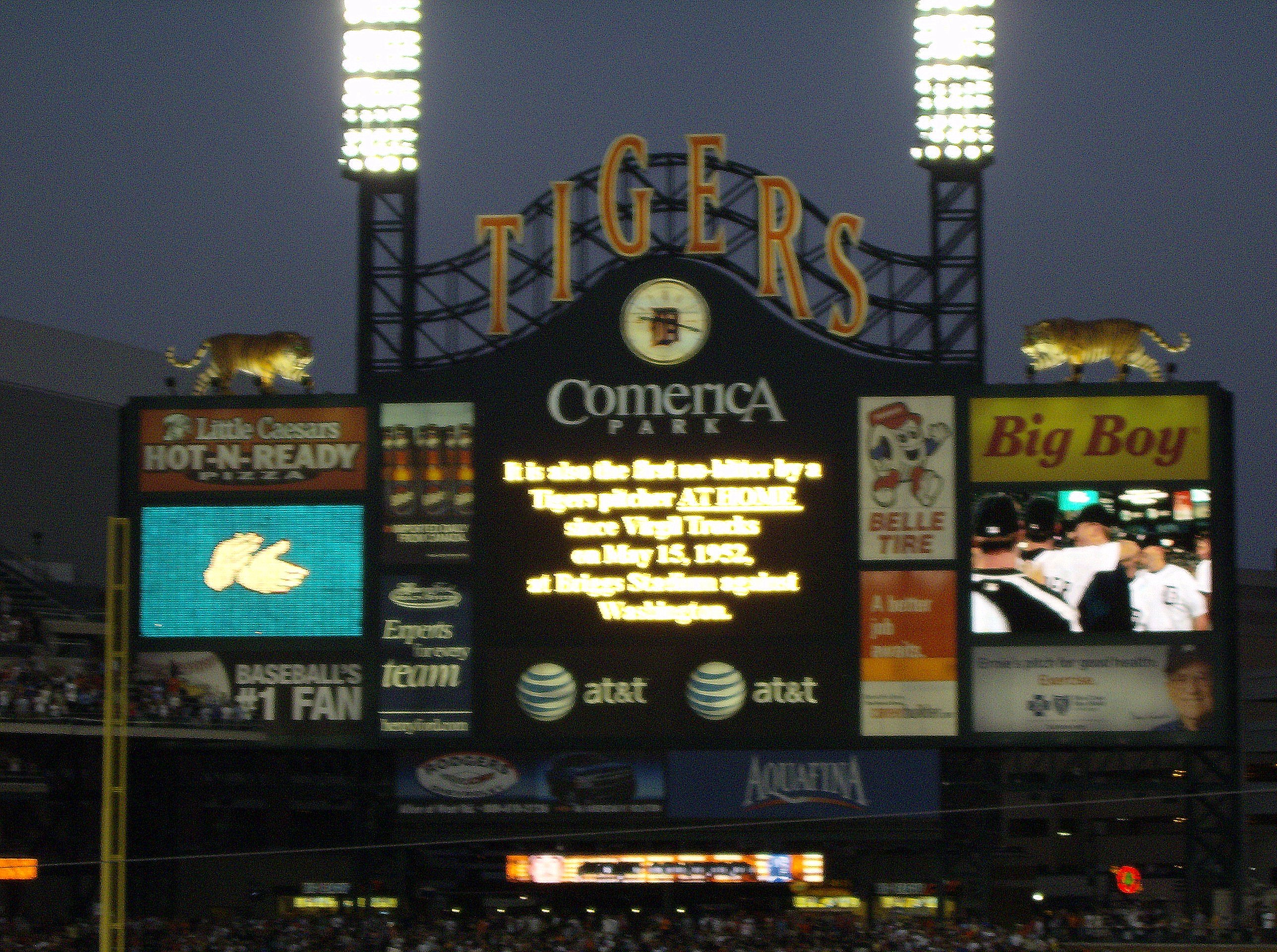
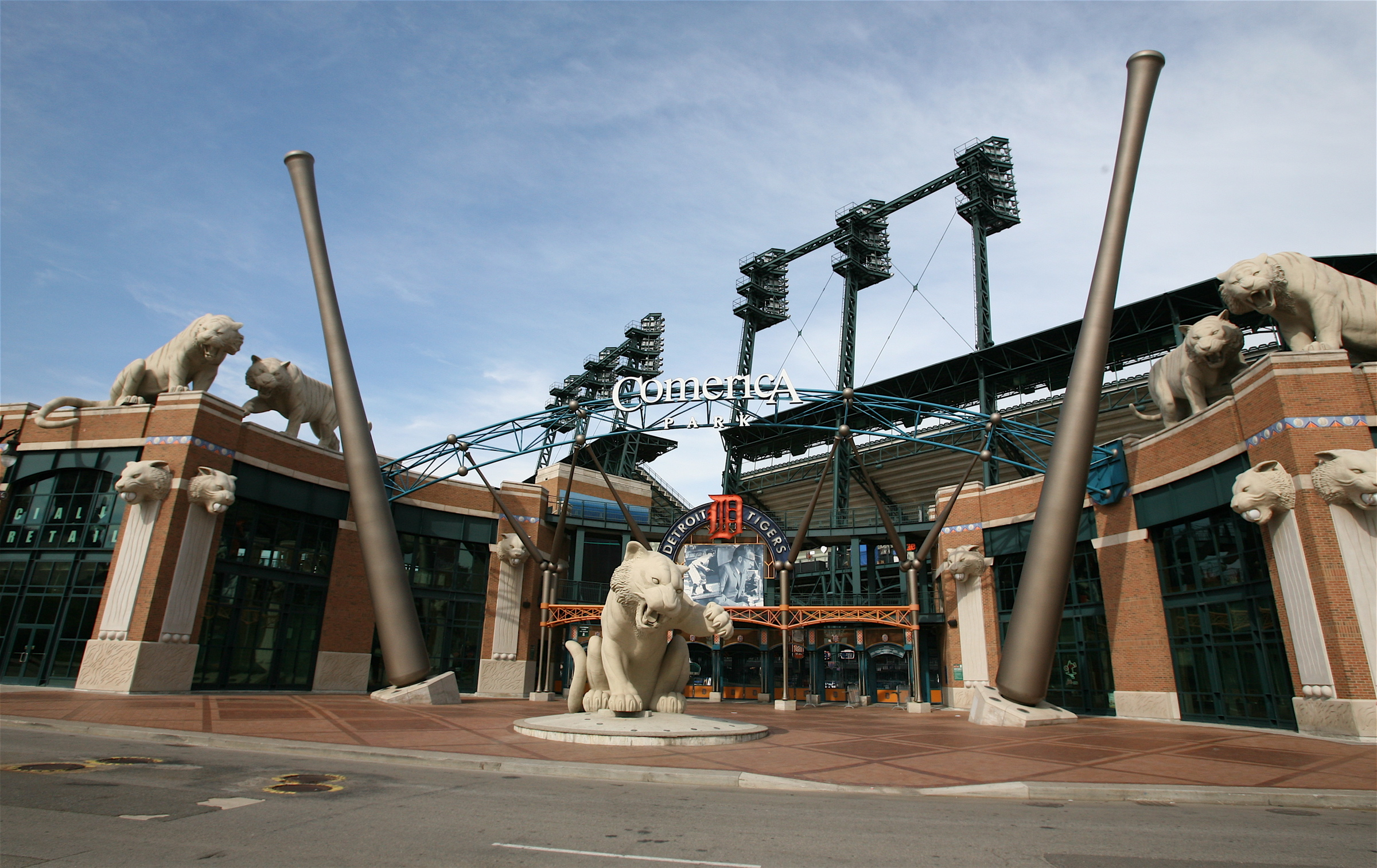